# Aide Iskandar
Aide Iskandar, né le 28 mai 1975 à Singapour, est un footballeur international singapourien. Il évoluait au poste de défenseur. Il se reconvertit ensuite en entraîneur.

## Biographie

### Carrière en équipe nationale
Aide Iskandar joue son premier match en équipe nationale le 21 février 1995 lors d'un match amical contre la Nouvelle-Zélande (défaite 3-0). Il reçoit sa dernière sélection, le 12 septembre 2007 lors d'un match amical contre les Émirats arabes unis (1-1). 
Le 26 janvier 2006, il honore sa 100e sélection lors d'un match amical face au Danemark (défaite 2-1). 
Au total, il compte 121 sélections officielles et 0 but en équipe de Singapour entre 1995 et 2007. Il est le capitaine de l'équipe de Singapour entre 2003 et 2007.

## Palmarès

### En club
- Avec le Home United :
  - Champion de Singapour en 1999 et 2003
  - Vainqueur de la Coupe de Singapour en 2000, 2001, 2003 et 2005

### En sélection nationale
- Vainqueur du Championnat d'Asie du Sud-Est en 1998, 2004 et 2007